# Euagrotis bairdii
Euagrotis bairdii är en fjärilsart som beskrevs av Smith 1908. Euagrotis bairdii ingår i släktet Euagrotis och familjen nattflyn. Inga underarter finns listade i Catalogue of Life.